# Saint-Paul-de-Fenouillet
Saint-Paul-de-Fenouillet (in occitano Sant Pau de Fenolhet, in catalano Sant Pau de Fenollet) è un comune francese di 1 929 abitanti situato nel dipartimento dei Pirenei Orientali nella regione dell'Occitania.

## Società

### Evoluzione demografica
Abitanti censiti

## Amministrazione

### Gemellaggi
Saint-Paul-de-Fenouillet è gemellata con:
- Ennis